# Pingus (Computerspiel)

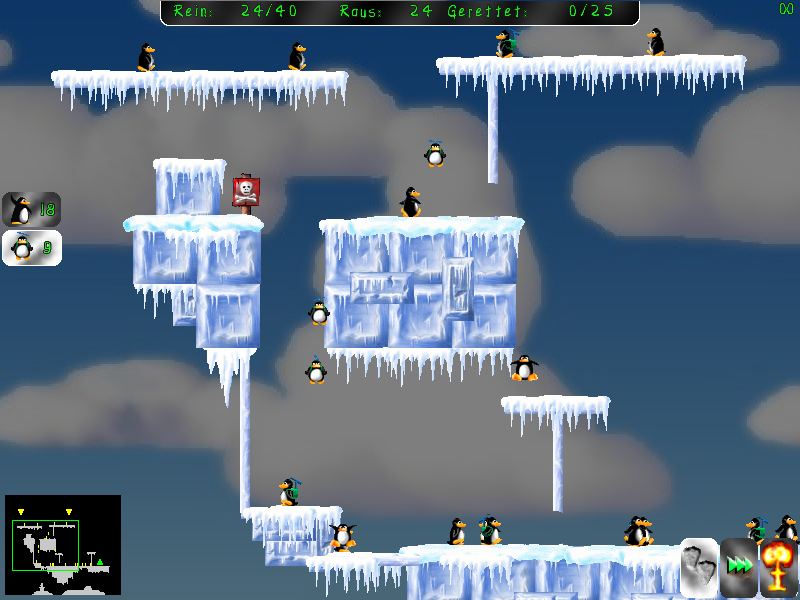
Pingus

Pingus ist ein von Ingo Ruhnke entwickelter, freier Klon des Computerspiels Lemmings, der unter der GNU General Public License lizenziert wurde.

## Geschichte
Pingus erschien 1998 als Spiel für Linux. Die früheren Versionen basierten auf der ClanLib-Bibliothek, in Version 0.7.0 (August 2007) wurde zu SDL gewechselt. Ab Version 0.7.2 ist das Spiel auch für Windows verfügbar. Die Version 0.7.6 wurde auch auf Mac OS X portiert.

## Spielprinzip
Ziel von Pingus ist, eine Gruppe kleiner Pinguine in einer vorgeschriebenen Zeit von einem Startpunkt des Levels zum Ausgang zu führen. Dabei gilt es, möglichst viele Pinguine vorbei an Hindernissen, Abgründen und Fallen zu leiten, damit eine vorgegebene Anzahl den Ausgang erreicht. Dazu stehen dem Spieler eine gewisse Anzahl von Fähigkeiten zur Verfügung, die er den Pinguinen per Mausklick verleihen kann.

## Rezeption
Netzwelt.de schreibt: „Das Remake des Spieleklassikers ist wirklich sehr gelungen! Die Spielesoftware ist leicht zu bedienen und bietet dem Spieler viele abwechslungsreiche Schwierigkeitsstufen.“
Pro-Linux.de: „»Pingus« ist ein wirklich gelungener Clone des Spieleklassikers aus den frühen, alten und noch guten Zeiten.“
chip.de schrieb: „Pingus ist eine [sic!] tolles Open-Source-Spiel, dass [sic!] nicht nur Linux- und Lemmings-Liebhaber gerne spielen werden.“ Die c’t attestierte in ihrer Ausgabe 4/2008: „Das Open-Source-Programm Pingus stellt einen gut gemachten "Lemmings"-Clone dar.“
PC-Welt zählte es zu den besten Denk- und Rätselspielen.